# Cape Vincent
Cape Vincent ist eine Siedlung (Town) im Jefferson County im US-Bundesstaat New York. Das U.S. Census Bureau hat bei der Volkszählung 2020 eine Einwohnerzahl von 2.765 ermittelt. Im Hauptort der Town, im Cape Vincent Village, legt die Wolfe Island-Cape Vincent Ferry an, die zur Insel Wolfe Island fährt.

## Geografie

### Geografische Lage
Cape Vincent liegt am östlichen Ufer des Ontariosees; die nördliche Grenze wird durch den Sankt-Lorenz-Strom gebildet, der hier dem Ontariosee entspringt. Die nördliche Grenze der Town bildet gleichzeitig die Staatsgrenze zu Kanada. Im Strom liegen in diesem Bereich die Thousand Islands, eine Inselgruppe von vielen kleinen und wenigen größeren Inseln, die größtenteils zu Kanada gehören. Die Landschaft ist durch eine eiszeitliche Grundmoräne geprägt und weist deswegen keine wesentlichen Erhöhungen auf.

### Nachbargemeinden
Alle Entfernungen sind als Luftlinien zwischen den offiziellen Koordinaten der Orte aus der Volkszählung 2010 angegeben.
- Nordosten: Gananoque, Kanada, 14,2 km
- Osten: Clayton, 22,7 km
- Süden: Lyme, 8,3 km
- Nordwesten: Kingston, Kanada, 22,5 km

### Klima
Die mittlere Durchschnittstemperatur in Cape Vincent liegt zwischen −12,5 °C (9° Fahrenheit) im Januar und 21,0 °C (70° Fahrenheit) im Juli. Damit ist der Ort gegenüber dem langjährigen Mittel der USA im Winter um etwa 7 Grad kühler, liegt im Sommerhalbjahr dagegen im US-weiten Durchschnitt. Die Schneefälle zwischen Oktober und Mai mit den wesentlichen Fällen im Dezember und Januar liegen mit bis zu 70 Zentimetern (28 inch) etwas unter der mittleren Schneehöhe in den USA, die tägliche Sonnenscheindauer liegt am unteren Rand des Wertespektrums der USA.

## Geschichte
Über die frühgeschichtlichen Besiedlungen des Gebietes ist wenig bekannt; es existieren keine schriftlichen Überlieferungen über die ersten Bewohner des Landes vor den europäischen Kolonisten. Es gibt aber eine archäologische Fundstelle, die als ein Dorf der Irokesen identifiziert werden konnte; auch ist bekannt, dass die Onondaga das Gebiet als ihren Jagdgrund ansahen.
Die ersten europäischen Entdecker, die sich über den Sankt-Lorenz-Strom in den Ontariosee vortasteten, waren Samuel de Champlain und seine Expedition, die 1615 bei Kingston im heutigen Kanada lagerten. Ab 1655 ist die Anwesenheit zweier britischer Missionare dokumentiert, die die Onondaga zu missionieren versuchten. Zugleich wurde durch die Errichtung eines britischen Forts bei Oswego und dem Aufbau eines Netzes von Handelsposten versucht, dem Einfluss der kanadischen Franzosen auf die heimischen Indianerstämme durch Fort Niagara und einigen Handelsposten weiter westlich entgegenzuwirken.
Die Länder im nördlichen New York waren damals großflächig, zum Teil an Handelsgesellschaften, verkauft worden. Cape Vincent gehörte um 1800 zum Besitz eine Privatmannes, James LeRay Chaumont, nach dem im Umkreis eine große Zahl von Orten ihren Namen tragen. Das Dorf Cape Vincent entstand um 1810 an einer günstigen Landestelle als lokales Handelszentrum am Sankt-Lorenz-Strom. Während des Britisch-Amerikanischen Krieges von 1812/13 waren hier, der exponierten Lage an der Grenze und der Nähe des britischen Stützpunktes Kingstown wegen, amerikanische Streitkräfte stationiert, die aber nicht zum Einsatz kamen. Eines der Häuser, in dem die Soldaten untergebracht waren, steht noch heute in der North James Street.
Ab 1816 wurde der Linienverkehr mit Dampfschiffen zwischen Sackets Harbor am Ontariosee und verschiedenen Orten am Sankt-Lorenz-Strom aufgenommen; Cape Vincent erfuhr dadurch einen deutlichen Entwicklungsschub. 1848 begannen die Vorbereitungen für den Bau einer Eisenbahnlinie von Rome nach Cape Vincent; 1853 wurde ein Kanal durch Wolfe Island fertig gestellt, der die Fahrzeiten der Flussschiffe nach Kingston verkürzte. Bei der Teilung eines erheblich größeren Verwaltungsgebietes, Lyme, entstand am 10. April 1849 Cape Vincent als eigenständige Town. Die Gemeinde wurde nach dem Sohn des ursprünglichen Landbesitzers, Vincent Le Ray, benannt. Im Juni 1853 wurde die Hauptsiedlung der Town zu einer selbstverwalteten Gemeinde (Village), ebenfalls mit dem Namen Cape Vincent, ernannt. Zu diesem Zeitpunkt lebten in der Town Cape Vincent 1218 Einwohner.
Ab etwa 1880 wurden die Thousand Islands, die im Strom vor Cape Vincent liegen, von den damals in Mode kommenden Sommerfrischlern aus den Städten entdeckt. In der Folge wandelte sich Cape Vincent langsam vom Handelszentrum zum Touristenort. Zwischen 1900 und 1906 wurde die Hafenmauer im Strom errichtet, die den heutigen Hafen gegen Strömung und Wellengang schützt.

### Einwohnerentwicklung
| Jahr      | 1800 | 1810 | 1820 | 1830 | 1840 | 1850 | 1860 | 1870 | 1880 | 1890 |
| --------- | ---- | ---- | ---- | ---- | ---- | ---- | ---- | ---- | ---- | ---- |
| Einwohner |      |      |      |      |      | 3043 | 3584 | 3342 | 3143 | 3014 |
| Jahr      | 1900 | 1910 | 1920 | 1930 | 1940 | 1950 | 1960 | 1970 | 1980 | 1990 |
| Einwohner | 2882 | 2575 | 2111 | 1958 | 1954 | 1842 | 1756 | 1748 | 1823 | 2768 |
| Jahr      | 2000 | 2010 | 2020 | 2030 | 2040 | 2050 | 2060 | 2070 | 2080 | 2090 |
| Einwohner | 3345 | 2777 | 2765 |      |      |      |      |      |      |      |

## Kultur und Sehenswürdigkeiten

### Museen
Das Cape Vincent Historical Museum, das 1968 als erstes Museum Cape Vincents eingerichtet wurde, präsentiert die Stadtgeschichte und Relikte aus den Gründerjahren des Ortes.

### Bauwerke
Das Tibbets Point Lighthouse ist ein Leuchtturm, der am Übergang vom Ontariosee zum Sankt-Lorenz-Strom auf einem Landvorsprung steht. Das ursprüngliche Gebäude wurde bereits 1812 errichtet, aber 1854 durch das heutige, noch immer genutzte Gebäude ersetzt wurde. Im Leuchtturm werden Fresnel-Linsen eingesetzt, von denen nur noch wenige in den USA genutzt werden. Der Turm wird im National Register of Historic Places unter der Inventarnummer 84002412 geführt.
Die Saint Vincents Church von 1856 ist die Kirche der römisch-katholischen Gemeinde. Auch sie wird heute noch genutzt.

### Regelmäßige Veranstaltungen
Seit 1968 finden jährlich im Juli die French Festival Days statt, die zum einen die Erfolge der Französischen Revolution feiern, zum anderen den eigenen Unabhängigkeitstag in einen historischen Kontext stellen sollen. Sie dienen nicht nur als Touristenmagnet, sondern auch als Freundschaftsbezeugung den kanadischen Nachbarn gegenüber.

## Wirtschaft und Infrastruktur
Die Wirtschaft Cape Vincents lebt in erster Linie von Tourismus, der durch die Lage an der kanadischen Grenze und den Thousand Islands im Sankt-Lorenz-Strom gefördert wird. Zusätzlich ist mit dem Cape Vincent Seaway Bureau die Lotsenstation für den Schiffsverkehr am Übergang zwischen Großen Seen und Fluss hier angesiedelt.

### Verkehr
Neben dem Fährbetrieb zur kanadischen Wolffs Island und dem weiteren Schiffsverkehr, der über den Sankt-Lorenz-Strom verläuft, aber hauptsächlich touristische Hintergründe besitzt, wird Cape Vincent durch die New York State Route 12E an den inneramerikanischen Straßenverkehr angeschlossen. Zusätzlich existiert mit dem John Gonzales Field ein Flughafen für kleine Privatflugzeuge.

### Medien
In der Anfangszeit des Ortes gab es drei lokale Zeitungen, von denen die Gazette als Erste ab 1852 erschien. Der Cape Vincent Eagle wurde von 1872 bis 1951 gedruckt.
Heute sind in Cape Vincent zwei Radiosender beheimatet: WBDR auf 102,7 MHz und WMHI auf 94,7 MHz. Lokale Fernsehsender senden aus Watertown und Carthage, ebenso weitere Radiosender, die im Ort empfangen werden können.

### Öffentliche Einrichtungen
Neben den üblichen Verwaltungen und der öffentlichen Bibliothek mit rund 13.000 Bänden bietet Cape Vincent keine weiteren öffentlichen Einrichtungen. Das nächstgelegene Krankenhaus liegt in Watertown.

### Bildung
Allgemeinbildende, öffentliche Schulen sind in Cape Vincent nicht verzeichnet. Die nächstgelegenen größeren Colleges sind das Jefferson Community College in Watertown und das Suny College in Oswego; die nächsten Universitäten sind die St. Lawrence University in Watertown und Clarkson University in Canton.

## Persönlichkeiten
Söhne und Töchter der Stadt
- Watson Carvosso Squire (1838–1926), Politiker